# IC 1836
IC 1836 је спирална галаксија у сазвјежђу Кит која се налази на листи објеката дубоког неба у Индекс каталогу.
Деклинација објекта је + 3° 6' 18" а ректасцензија 2h 43m 23,3s. Привидна величина (магнитуда) објекта IC 1836 износи 15,5 а фотографска магнитуда 16,3. IC 1836 је још познат и под ознакама MCG 0-7-87, CGCG 388-102, PGC 10306.